# Terry Brisley
Terence William Brisley (sinh ngày 4 tháng 7 năm 1950) là một cựu cầu thủ bóng đá người Anh thi đấu ở vị trí tiền vệ tại Football League.